# بلال تابتي
بلال تابتي (من مواليد 7 يونيو 1993) بجيجل هو رياضي جزائري متخصص في سباق 3000 متر حواجز. احتل المركز 13 في بطولة العالم 2015 التي اقيمت في بكين بالصين، لكنه فشل في بلوغ النهائي في أولمبياد 2016 .

## المشاركة في الألعاب الأولمبية الصيفية 2020
تعرّض بلال تابتي رفقة زميله جمال سجاتي للإصابة بِفيروس كورونا، بعد وصولهما إلى طوكيو للمشاركة في الألعاب الأولمبية، وبعد خضوعه لِفحصَين طبّيَين، قرّر المُنظّمون إخضاع تابتي وسجاتي للحجر الصحّي، فيما سيصدر القرار النهائي بِمشاركه في الألعاب بعد فحص طبي ثالث يُجرى فيما بعد.

## المنافسات والأرقام
| العام            | المسابقة                 | المكان                     | المركز           | ملاحظة           |                  |
| منافس من الجزائر | منافس من الجزائر         | منافس من الجزائر           | منافس من الجزائر | منافس من الجزائر | منافس من الجزائر |
| ---------------- | ------------------------ | -------------------------- | ---------------- | ---------------- | ---------------- |
| 2010             | الألعاب الأولمبية للشباب | سنغافورة                   | الرابع           | 2000 متر         | 5: 44.34         |
| 2012             | بطولة العالم للناشئين    | برشلونة ، إسبانيا          | 5                | 3000 متر         | 8: 32.08         |
| 2015             | بطولة العالم             | بكين ، الصين               | 13TH             | 3000 متر         | 8: 29.04         |
| 2015             | الألعاب الأفريقية        | برازافيل ، جمهورية الكونغو | 10               | 3000 متر         | 8: 41.48         |
| 2016             | الألعاب الأولمبية        | ريو دي جانيرو ، البرازيل   | 30 (ح)           | 3000 متر         | 8: 38.87         |
| 2017             | بطولة العالم             | لندن ، المملكة المتحدة     | التاسعة (ح)      | 3000 متر         | 8: 23.28 1       |
| 2019             | الألعاب الأفريقية        | الرباط ، المغرب            | 10               | 3000 متر         | 8: 45.59         |
| 2019             | بطولة العالم             | الدوحة ، قطر               | 34 (ح)           | 3000 متر         | 8: 35.15         |

## روابط خارجية
- بلال تابتي على موقع الاتحاد الدولي لألعاب القوى (الإنجليزية)
- بلال تابتي على موقع الدوري الماسي (الإنجليزية)
- بلال تابتي على موقع اللجنة الأولمبية الدولية (الإنجليزية)
- بلال تابتي على موقع أوليمبيديا (الإنجليزية)